# Alessia Trost
Alessia Trost (* 8. März 1993 in Pordenone) ist eine italienische Leichtathletin, die sich auf den Hochsprung spezialisiert hat.

## Sportliche Laufbahn
Erste internationale Erfahrungen sammelte Alessia Trost im Jahr 2009, als sie bei den Jugendweltmeisterschaften in Brixen mit neuer Bestleistung von 1,87 m die Goldmedaille gewann und anschließend auch beim Europäischen Olympischen Jugendfestival (EYOF) in Tampere mit übersprungenen 1,85 m siegte. Im Jahr darauf gewann sie bei den erstmals ausgetragenen Olympischen Jugendspielen in Singapur mit 1,86 m die Silbermedaille. 2011 belegte sie bei den Junioreneuropameisterschaften in Tallinn mit 1,85 m den vierten Platz und im Jahr darauf siegte sie dann bei den Juniorenweltmeisterschaften in Barcelona mit einer Höhe von 1,91 m. 2013 steigerte sie sich in Třinec in der Halle auf 2,00 m  und belegte im Anschluss mit 1,92 m den vierten Platz bei den Halleneuropameisterschaften in Göteborg. Im Sommer siegte sie dann bei den U23-Europameisterschaften in Tampere mit neuem Meisterschaftsrekord von 1,98 m und stellte damit auch einen neuen italienischen U23-Rekord auf. Daraufhin erreichte sie bei den Weltmeisterschaften in Moskau das Finale und klassierte sich dort mit einem Sprung über 1,93 m auf dem siebten Platz. 2014 wurde sie bei den Europameisterschaften in Zürich mit 1,90 m Neunte.
2015 gewann sie bei den Halleneuropameisterschaften in Prag mit übersprungenen 1,97 m die Silbermedaille hinter der Russin Marija Lassizkene. Anschließend verteidigte sie bei den U23-Europameisterschaften in Tallinn mit 1,90 m ihren Titel. Im Jahr darauf erreichte sie bei den Hallenweltmeisterschaften in Portland mit 1,93 m Rang sieben und bei den Europameisterschaften in Amsterdam wurde sie mit 1,89 m Sechste. Daraufhin nahm sie an den Olympischen Spielen in Rio de Janeiro teil und klassierte sich dort mit 1,93 m im Finale auf dem fünften Platz. 2017 schied sie bei den Weltmeisterschaften in London mit 1,89 m in der Qualifikation aus und im Jahr darauf gewann sie bei den Hallenweltmeisterschaften in Birmingham gewann sie mit übersprungenen 1,93 m die Bronzemedaille hinter der Russin Lassizkene und Vashti Cunningham aus den Vereinigten Staaten. Im August erreichte sie bei den Europameisterschaften in Berlin das Finale und gelangte dort mit einer Höhe von 1,91 m auf den achten Platz.
2019 schied sie bei den Halleneuropameisterschaften in Glasgow mit 1,85 m in der Qualifikation aus und auch bei den Weltmeisterschaften in Doha verpasste sie mit 1,92 m den Einzug ins Finale. 2021 belegte sie dann bei den Halleneuropameisterschaften in Toruń mit 1,92 m den sechsten Platz. Im Sommer nahm sie erneut an den Olympischen Sommerspielen in Tokio teil, schied dort aber mit 1,90 m in der Qualifikationsrunde aus.
In den Jahren 2013 und 2014 sowie 2016 und 2019 wurde Trost italienische Meisterin im Hochsprung im Freien sowie 2013, 2015, 2016, 2018 und 2021 auch in der Halle.

## Persönliche Bestleistungen
- Hochsprung: 1,98 m, 13. Juli 2013 in Tampere
  - Hochsprung (Halle): 2,00 m, 29. Januar 2013 in Třinec